# Via Militaris (Balkan)

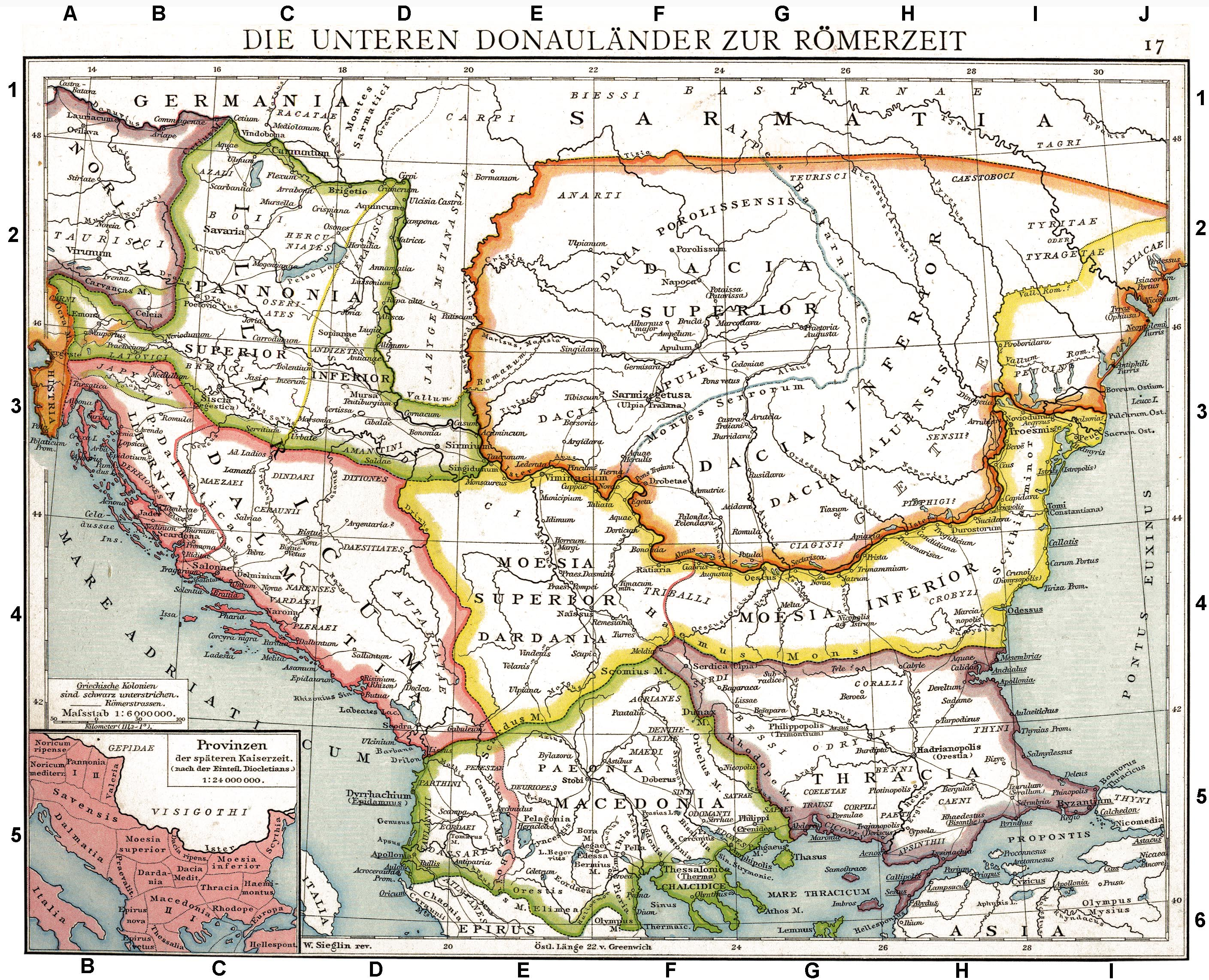
Südosteuropa und das römische Straßennetz, unter anderem mit der Via Militaris und ihren Siedlungen (Karte aus dem Allgemeinen Historischem Handatlas von Gustav Droysen aus dem Jahre 1886)

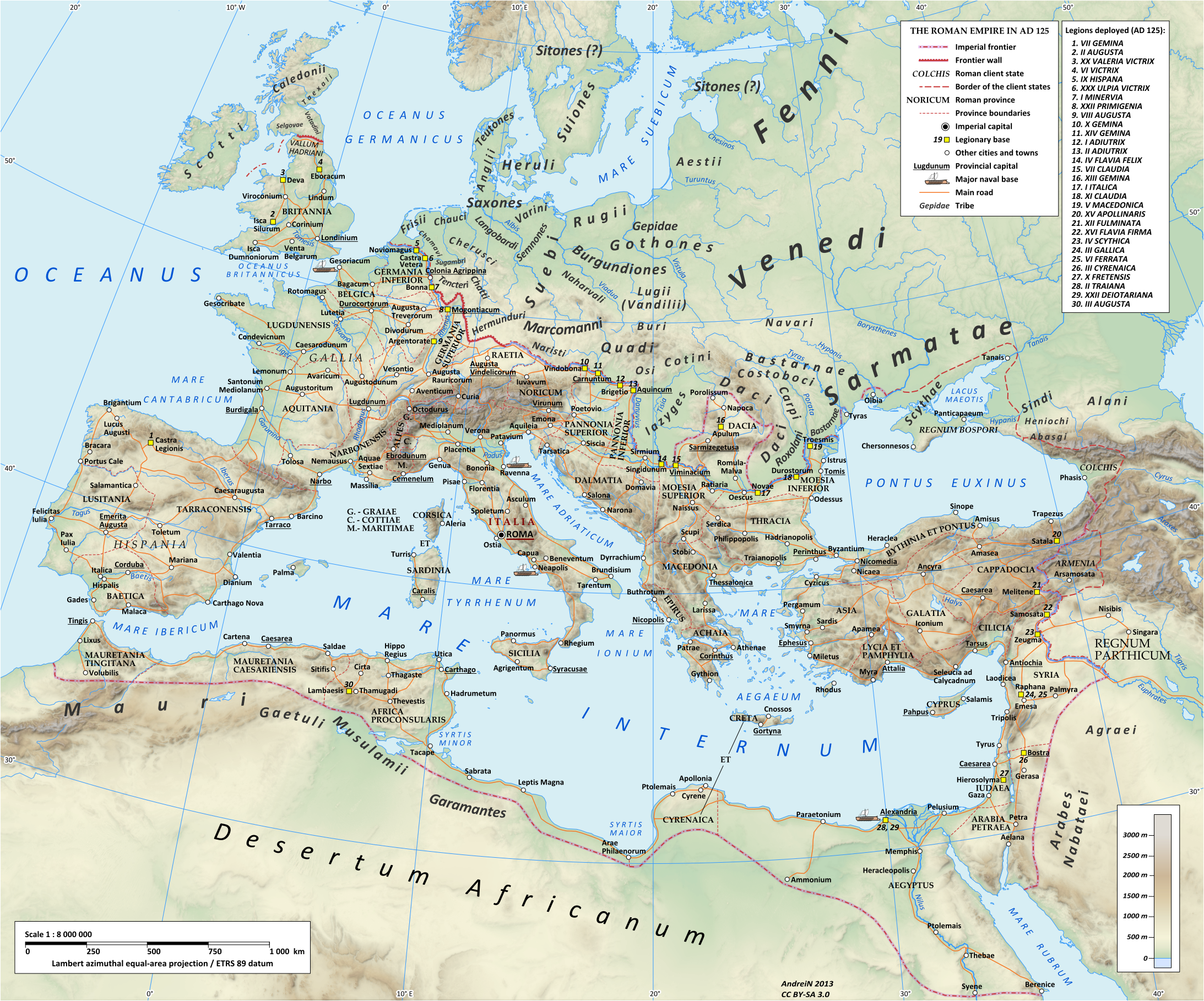
Das römische Straßennetz zur Zeit von Kaiser Hadrian um 125

Die nördliche Balkanhalbinsel in der Spätantike (6. Jahrhundert)

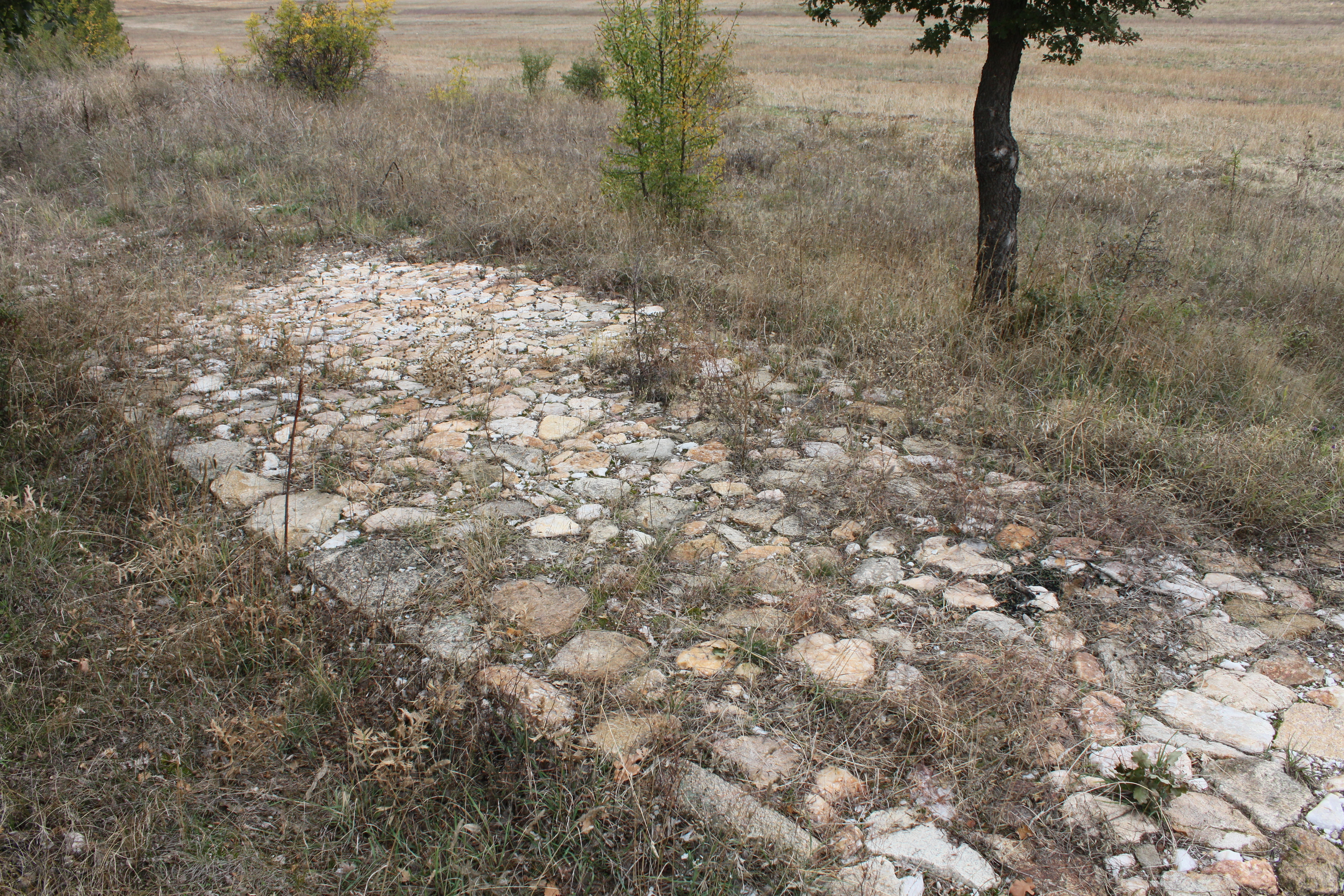
Ein kurzes freigelegtes Stück der Via diagonalis in der Nähe von Castra rubra

Die Via Militaris oder auch Via Diagonalis, selten und unlateinisch auch Via Singidunum war eine antike römische Straßenverbindung auf dem Balkan (Südosteuropa), die die Landverbindung zwischen Europa und Kleinasien herstellte. Lange Zeit war sie die einzige Festlandroute zwischen Orient und Okzident. Während der Kreuzzüge, den osmanischen Belagerungen Wiens, der Raubzüge der Hunnen und Awaren, sowie der Wanderungen der Goten und Slawen hat sie eine weltgeschichtliche Rolle gespielt.
Die Via Diagonalis, die große Balkanstraße (Zagreb – Belgrad – Niš – Sofia – Istanbul), war fast vier Jahrhunderte lang eine wichtige militärische Achse, die das Römische Reich zusammenhielt.
Heute ist die Via Militaris verfallen und nur noch an wenigen Stellen genau zu identifizieren. Auch ist die genaue Lage aller Wegestationen nicht genau zu bestimmen, jedoch ist der Name aller Wegestationen aus den Quellen bekannt. Das südöstliche Ende der Via Militaris war unbestritten Konstantinopel. Das nordwestliche Ende ist nicht genau definiert und wird je nach Autor in Singidunum (heute Belgrad), Viminatium, Sirmium, Aquincum (heute Budapest) oder gar Carnuntum (nordöstlich von Wien) lokalisiert. Im Mai 2010 wurde während der Arbeiten am Paneuropäischen Verkehrskorridor X in Serbien ein gut erhaltenes Stück der Via Militaris im ostserbischen Dimitrovgrad ausgegraben. Das acht Meter breite Straßenstück war aus großen Steinblöcken gebaut worden und hatte zwei Spuren.
Bereits vor dem Ausbau dieser Heerstraße durch die Römer war diese Route, neben der Via Egnatia und dem Donauweg entlang des Donaulimes, eine uralte Verkehrsader und eine der Völkerstraßen des Balkans. Diese diagonal von Nordwesten nach Südosten über den Balkan verlaufende Heerstraße war in der Antike die kürzeste Verbindung zwischen Mitteleuropa und dem Nahen Osten. Als römische Militärstraße verband sie die wichtigsten und größten römischen Städte dieser Region mit der Hauptstadt des Oströmischen Reiches, Konstantinopel. Die Via Militaris führte durch die römischen Provinzen Pannonia superior und inferior, Moesia superior, Tracia und Bithynia et Pontus. Entlang der Via Militaris entstanden neue Siedlungen und wuchsen zu Städten heran.
Die Via Militaris auf dem Balkan war eine Heerstraße von überregionaler Bedeutung und diente der schnellen Verlegung der Römischen Legionen. Der Staat, das Römische Reich, war Planer, Bauherr und Träger der Heerstraßen, die er unter strategischen und logistischen Gesichtspunkten anlegte, um die schnelle überregionale Verbindung für seine Heere zu sichern. Nach der Eroberung der Balkanhalbinsel durch die Römer nahm die Bedeutung der Via Militaris stark zu und bekam ihre für Römerstraßen so typische haltbare Pflasterung aus vieleckigen Steinen. Jedoch bestand der Straßenbelag an vielen Abschnitten der Straße nur aus einem Kiesbelag. Die Straße war 9 Schritte (6 Meter) breit und in der Straßenmitte leicht erhöht. Die Erbauer römischer Militärstraßen orientierten sich bei der Straßenbreite an den Sechserkolonnen der Truppen oder der Breite von zwei Wagen.
Angelegt wurde diese strategisch wichtige Straße zur Zeit Kaiser Neros (37–68) im 1. Jahrhundert n. Chr. Vollendet wurde sie unter Kaiser Trajan (53–117). Die in Ost-West-Richtung über den südlichen Balkan verlaufende Via Egnatia war Vorläuferin der Via Militaris.
Auch nach der Römerzeit war sie eine der großen Verkehrs- und Kulturwege Europas. Entlang dieser Städte an der alten Römerstraße verlaufen heute die E75 und die E80 mit einer ähnlich großen Bedeutung für den europäischen Transitverkehr. Die serbische Autobahn von Niš bis Dimitrovgrad an der serbisch-bulgarischen Grenze folgt ebenso dem Verlauf der alten Via Militaris wie die Streckenführung des Orient-Express'.

## Name
Bei den Römern wurde sie angeblich auch als „Via Singidunum“ bezeichnet.
Sowohl die Bezeichnung Via Militaris als auch Via Diagonalis sind jüngeren Ursprungs und wurden zur Römerzeit nicht verwendet. Die Bezeichnung Via Militaris ist zweideutig, da damit auch ganz allgemein die Militärstraßen (Heerstraßen) des Römischen Reiches bezeichnet wurden. Mit der Bezeichnung Via Diagonalis („Diagonalstraße“) wird die zweideutige Bezeichnung Via Militaris umgangen.
Die Strecke zwischen Belgrad und Konstantinopel wurde auf der Basis der Studien (1877) von Konstantin Jireček üblicherweise als „Heerstraße“ bezeichnet. Eine zusätzliche Bestätigung für diesen Namen sah Jireček im Funde einer römischen Inschrift aus dem Jahre 61 n. Chr., die in der Nähe des heutigen Plowdiw entdeckt wurde. Felix Kanitz bezeichnete diese Straße schlicht als „Viminacium – Konstantinopler Heerweg“.
In der bulgarischen Literatur wird die Via Militaris oft auch bezeichnet als:
- „große Diagonalstraße“ (bulg. „голям диагонален път“/goljam diagonalen pat; französisch „la grande route militaire“)
- oder einfach „Zentrale Straße“ (bulg. „централен път“/zentralen pat)

### Via Traiana

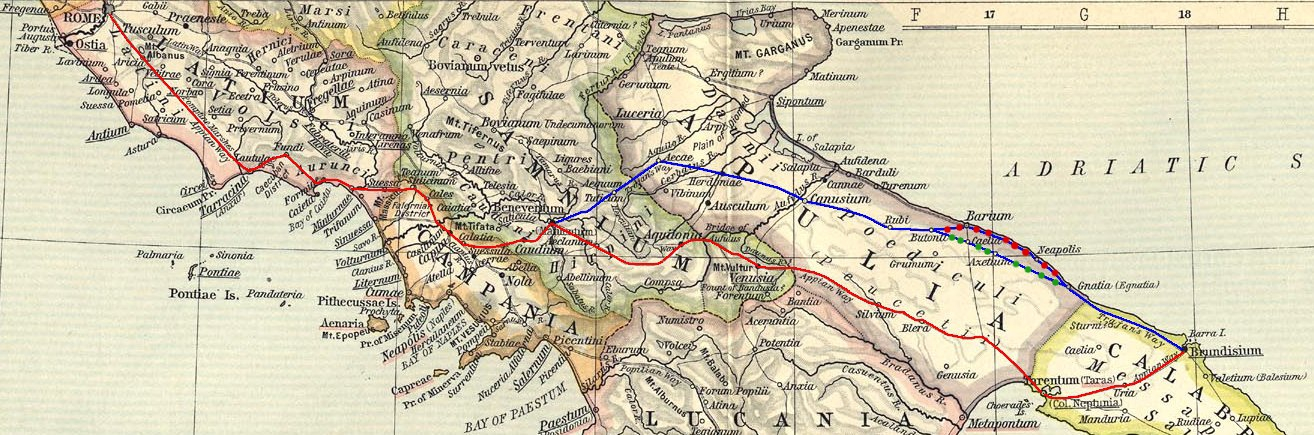
Süditalien: Via Appia (rot); Via Traiana (blau); Via Traiana Interna (blau mit grünen Punkten); Via Traiana Costiere (blau mit roten Punkten)

Ab 1600 wurde die Via Militaris auch als Via Traiana bezeichnet. Als Via Traiana werden auch andere Straßen, die in der Zeit des römischen Kaisers Trajan entstanden, bezeichnet.
So trugen bereits in der römischen Antike und in der frühbyzantinischen Zeit folgende Straßen die Bezeichnung: ein Seitenzweig der Via Appia, eine parallel zum südlichen Endstück der Via Appia verlaufende Römerstraße (Via Traiana oder Via Appia Traiana). Diese 109 n. Chr. unter Kaiser Marcus Ulpius Traianus (53–117) gebaute Via Traiana war eine um eine Tagesreise schnellere alternative Strecke zur Via Appia. Sie zweigte in Beneventum von der Via Appia ab und führte östlich von ihr ebenfalls nach Brundisium (Brindisi), was auch der Endpunkt der Via Appia war. Bei der Via Traiana handelte es sich dabei um die ursprüngliche Strecke der Via Appia, die später nur noch eine Alternativstrecke zur Via Appia war.
Zwischen Butuntum (Bitonto) und Gnathia hatte die Via Traiana zwei parallele Verläufe: einerseits die Küstenstraße Via Traiana Costiera und andererseits die weiter im Landesinneren verlaufende Via Traiana Interna. Die Via Traiana Calabra verlängerte die Via Traiana von Brindisi nach Hydruntum (Otranto).
Weiterhin gab es in der Provinz Arabia Petraea eine Via Traiana Nova, auch bekannt als Via Nova oder Via Nova Traiana, davor auch als Via Regia. Diese verband Ägypten mit Palästina und Syrien.
Auch auf dem Balkan, im heutigen Bulgarien, gab es eine andere Straße, die als Trajanstraße (bulg. Траянов път / Trajanow pat) noch so bezeichnet wird. Sie verband die Städte Oescus bzw. Novae an der Donau, über Trojan und Melta (Lowetsch) im Balkangebirge, Philippopolis (Via Militaris), Rhodopen-Gebirge mit der Via Egnatia an der Ägäis. Sie stellte die kürzeste Verbindung vom Donaulimes zu den Häfen an der Ägäis in der Provinz Thrakien dar. Dabei überquerte die Trajanstraße das Hemus-Gebirge (heute Balkangebirge) über den Trojanpass (bulg. Троянски проход). An dieser Straße entstand die heutige Stadt Trojan.
Eine weitere Straße auf dem Balkan ist die Felsenstraße am Eisernen Tor, die in byzantinischen Quellen vom Ende des 6. Jahrhunderts als Trajansweg (griech. tribos Traianu) bezeichnet wird. Dieser Name ist von der Bautätigkeit des römischen Kaisers am Eisernen Tor abgeleitet, auf die auch die dort angebrachte Trajanstafel (Tabula Traiana) hinweist. Während der Römerzeit hieß dies Straße jedoch Via iuxtram danubii.
Im 16. Jahrhundert wurde auf dem Balkan nur diese eine Heerstraße, die Via Militaris, als Via Traiana bezeichnet.
Es sind keine Meilensteine oder Inschriften erhalten, die bezeugen, dass Kaiser Trajan den Bau oder Ausbau der Via Traiana veranlasste. Warum die Straße von Budapest über Belgrad nach Konstantinopel von den Reisenden des 16. Jahrhunderts nach dem römischen Kaiser Trajan benannt wurde, ist nicht bekannt. Es scheint sich am ehesten um eine in der mündlichen Tradition der Völker Südosteuropas (Volkssagen) verankerte Bezeichnung zu handeln, die von den Reisenden übernommen wurde.

## Streckenführung

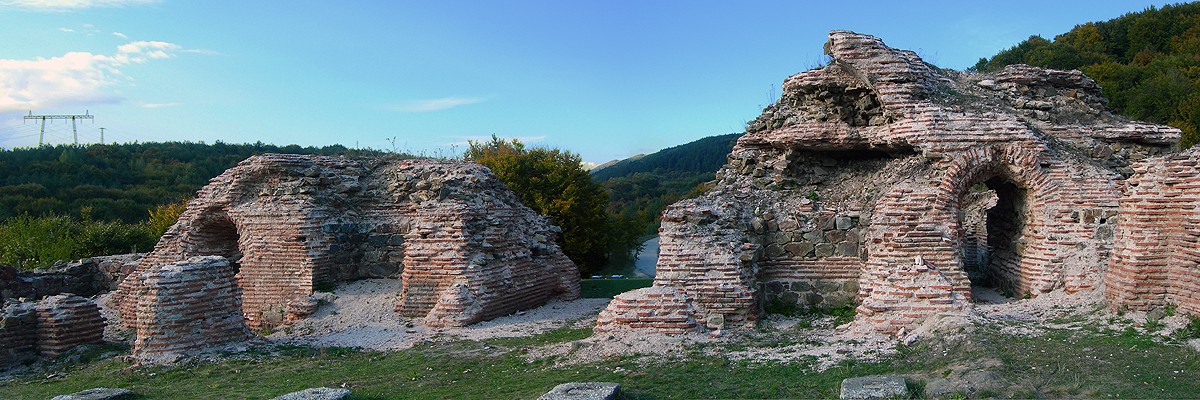
Reste der antiken Festung Trajanstor, bei Ichtiman

Die Via Militaris reichte von Belgrad bis Konstantinopel. Die ersten 200 km der Gesamtstrecke von 924 km folgte sie dem Flusslauf der Morava.
Der Verlauf der Römerstraßen im späten Römischen Reich, einschließlich der Militärstraßen, wurde in der historischen Karte Tabula Peutingeriana kartiert, jedoch ist der Straßenverlauf nur genähert dargestellt.
Das Itinerarium Antonini führt ebenfalls römische Straßen und Siedlungen auf, jedoch ohne Kartendarstellung. Ebenfalls wertvolle Angaben über Städte, Pferdewechselstationen (mutationes; Mutatio – kleine Zwischenstation) und Herbergen (mansiones; Mansio – große Station, zum Übernachten, mit Stall) und der Entfernungen zwischen den einzelnen Etappen finden sich im Itinerarium Burdigalense, dem Reisebericht eines anonymen Autors von einer Pilgerreise aus den Jahren 333 bis 334, der eine Liste aller passierten Städte und Stationen enthält. Aus dem Itinerarium Burdigalense ergibt sich, dass im 3. und 4. Jahrhundert an der 670 Römische Meilen (milia passuum; kurz: m. p.) (1 Römische Meile = 1482 m; also: 670 Römische Meilen = 993 km) langen Via Militaris 31 befestigte Orte und 43 Stationen lagen. Gewöhnlich reiste man von mansio zu mansio, ihr Abstand betrug also eine „Tagesreise“. Auch in der Geographike Hyphegesis, einem um 150 von Claudius Ptolemäus (100–150) erstellten Atlas sind einige Ortsnamen von Siedlungen entlang der Via Militaris zu finden.
Die Via Militaris war vermessen worden. Nach jeder Römischen Meile stand entlang der Heerstraße gewöhnlich eine Römische Meilensäule (Miliarium), die die Entfernung in die benachbarten Städte anzeigte oder Dankinschriften trug.
Weiterhin gab es an Militärstraßen Festungen (castellum) oder einzelne Türme (turres), zahlreiche Pferdewechselstationen (mutatio), an denen tagsüber Pferde und Wagen gewechselt wurden, sowie an vielen Stellen Gasthäuser (taberna).
Die 1054 Kilometer lange Route zweigte westlich des heutigen Istanbul von der Via Egnatia ab und führte nach Nordwesten an die Donau, die damals in diesem Bereich Ister genannt wurde.
Die Via Militaris verband die Städte Hadrianopolis (das heutige Edirne), Philippopolis (heute Plowdiw), Serdica (heute die bulgarische Hauptstadt Sofia), Naissus (heute Niš) mit Viminatium an der Donau, wo sie auf den Donauweg traf.
Sie war durch weitere große Straßen mit der Via Egnatia verbunden: die Straße Naissus-Stobi entlang des Flusses Axios (heute Vardar in Serbien, Griechenland und der Republik Mazedonien), Serdica–Pautalia-Thessaloniki entlang des Flusses Strimon (heute die Struma in Bulgarien und Griechenland), die Straße Lissae-Nicopolis ad Nestum-Thessaloniki entlang des Flusses Nestum (heute Mesta in Bulgarien und Nestos in Griechenland) und die Straße Phillipopolis–Stanimaka-Phillipi (heute in Bulgarien und Griechenland). Die meisten Städte profitierten von ihrer Lage an dieser wichtigen Straße.
In Naissus, dem heutigen Niš, das damals zu einem Straßenknotenpunkt auf dem Balkan wurde, führte eine Abzweigung nach Singidunum, die heutige serbische Hauptstadt Belgrad und nach Bononia (dem heutigen Widin). Von Singidunum oder Bononia aus konnte man entlang der Donau Richtung Norden über Carnuntum, der damaligen Hauptstadt der Provinz Pannonia, bis nach Vindobona (dem heutigen Wien) reisen. In südlicher Richtung gelangte man über Ratiaria, Augustae, Oescus, Novae, Sexaginta Prista, Dorostorum zum Donaudelta und zur Via Pontica.

## Römisches Reich
Die Via Militaris war eine wichtige Kommunikationslinie für den Schutz und die Verteidigung der östlichen Grenzen des Römischen Reiches. Sie war ein Teil der Landverbindung zwischen Italien und Byzanz und damit wichtig für den Austausch zwischen der westlichen und östlichen Hälfte des Reiches.
Allerdings stellte die Via Egnatia, die nach einer Fährverbindung zwischen Egnatia in Apulien und Dyrrachium (heute Durrës in Albanien) einen Anschluss an die Via Appia hatte, eine direktere und kürzere Verbindung zwischen Rom und Byzanz dar, als die Via Militaris. Die Fährverbindung erlaubte jedoch nicht das schnelle Übersetzen großer Truppenteile mit schwerer Ausrüstung und ihrem Tross.
Eine andere alternative Route, die unter anderem über Orjachowo führte, war ein Weg von Belgrad entlang der Via Istrum an der Donau nach Konstantinopel (Via Singiduno usque ad Constantinopolim per ripam Danubii / Die Straße von Singidunum nach Konstantinopel längs der Donau).
Die Reisedauer von Belgrad bis Konstantinopel wurde mit 32 Nachtlagern der Römer oder 26 Tagereisen der Handelskarawanen angegeben.

## Byzantinisches Reich
Mit der Reichsteilung von 395 wurde die Kaiserresidenz in Konstantinopel geschaffen und nach dem Zusammenbruch des Imperium Romanum im Zuge der Völkerwanderung verblieb Konstantinopel als einzige Hauptstadt des auf seine Osthälfte reduzierten Reiches, das mittlerweile auch als Byzantinisches Reich bekannt ist. Mit der Verlegung der Hauptstadt des Römischen Reiches nach Konstantinopel wuchs auch die geostrategische Bedeutung des Balkans und seiner Militärstraßen. Er rückte nunmehr ins Zentrum des nach Osten „verschobenen“ Reiches und wurde zum Hinterland des neuen Zentrums. Der Balkan wurde lebenswichtig als Verteidigungszone für das Byzantinische Reich, besonders gegen die häufigen Barbareneinfälle auf dem Balkan im 4. bis 7. Jahrhundert.
Wahrscheinlich waren die Rückeroberung des Balkans durch Basileios II. und die Konversion Ungarns zum Christentum Ende des 10. Jahrhunderts wichtige Faktoren für die Wiedereröffnung bzw. Wiederbelebung der Landroute von Europa über den Balkan nach Jerusalem.
Auch im Mittelalter blieb die Via Militaris eine wichtige Ost-West-Verbindung und wurde von den Kreuzfahrerheeren benutzt, die auf dem Landweg in Richtung Palästina vorstießen. Im ersten (1096–1099), zweiten (1147–1149) und dritten Kreuzzug (1189–1192) marschierten die Kreuzfahrerheere entlang der Via Militaris. Die serbische Armee nutzte die Via Militaris, als sie im 1. Kreuzzug Sofia eroberte. Im 2. Kreuzzug marschierte die Armee Konrads III., im 3. Kreuzzug die Armee Friedrich Barbarossas über die Via Militaris. Der Chronist Arnold von Lübeck berichtete, dass der Sebastokrator Alexios I., Neffe von Kaiser Isaak II. Angelos, angeordnet hatte, dass alle engen Straßen für die Ritter des 3. Kreuzzuges und ihre Fuhrwerke erweitert werden sollen.
Die Via Militaris und die Via Egnatia spielten auf dem Balkan bis in die spätbyzantinische Zeit eine wichtige Rolle. Für die Erhaltung der bedeutenderen Straßen des Reiches sorgte die kaiserliche Regierung.
Entlang der großen Reichsstraßen gab es im 9. Jahrhundert Stationen, die für privilegierte Reisende Unterkunft und Pferdewechsel boten. Insgesamt war jedoch zu dieser Zeit die Bevölkerung kaum mobil und ohne offizielle Erlaubnis war das Reisen nicht gestattet. Die byzantinischen Fernstraßen waren für das Militär von weit größerer Bedeutung, als für die Händler, zumal Konstantinopel, die einzige Großstadt des Byzantinischen Reiches, als Hafenstadt vor allem vom Meer aus beliefert wurde.
Bei den Byzantinern war die Via Militaris die „königliche Route“, in serbischen Quellen „carski drum“ („Königsweg“) oder Konstantinopler Straße („Carigradski drum“).
Nachdem die Byzantiner bei ihren Kriegszügen gegen die Bulgaren mehrmals über die Via Militaris gezogen waren (986, 998, 1002 und zwischen 1003 und 1013) benutzten die Byzantinern 1016 das letzte Mal die Via Militaris, als Basileios II. mit seiner Streitmacht von Konstantinopel über Philippopolis (Plowdiw) nach Triadica (davor Serdica, heute Sofia) zog und sich auf den Feldzug gegen Kraka von Pernik (bulg. Кракра Пернишки) in Pernik begab.

## Osmanisches Reich
Nach der Eroberung Konstantinopels im Jahre 1453 wurde die Via Militaris als „Große Heerstraße“ von den Osmanen weiter benutzt. Für den Schutz der Militärstraßen bauten die Osmanen Kastelle (palanka).
Die Via Militaris war zur Zeit des Osmanischen Reiches der am meisten frequentierte Überlandweg des Balkans, denn er verband quer über die Balkanhalbinsel die kaiserliche Residenz der Habsburgermonarchie in Wien mit dem Sultanshof in Istanbul. Die Via Militaris wurde ab 1600 auch als via Traiana bezeichnet.
Die Via Militaris führte die osmanischen Truppen zwei Mal bis vor die Tore Wiens: zur ersten (1529) und zur Zweiten Wiener Türkenbelagerung (1683). Für Reisende im Osmanischen Reich dauerte die 1100 km lange Reise auf der Via Militaris von Belgrad nach Istanbul, je nach Jahreszeit, bis zu einem Monat. Andere Autoren geben die Reisezeit von Konstantinopel nach Belgrad mit 40 Tagen an. Wegen der besseren Straße zwischen den beiden Residenzen in Edirne und Istanbul dauerte die Reise auf diesem Streckenabschnitt nur 4 bis 5 Tage.
Die Serben marschierten im Serbisch-Bulgarischen Krieg (1885) über die Via Militaris in Bulgarien ein.